# Alles meinem Gott zu Ehren
„Alles meinem GOtt zu Ehren,

Gottes Lob und Ehr zu mehren,

in der Arbeit in der Ruh:

Meinem Gott allein will geben,

Leib und Seel mein ganzes Leben:

Gib, O JEsu, Gnad darzu.“

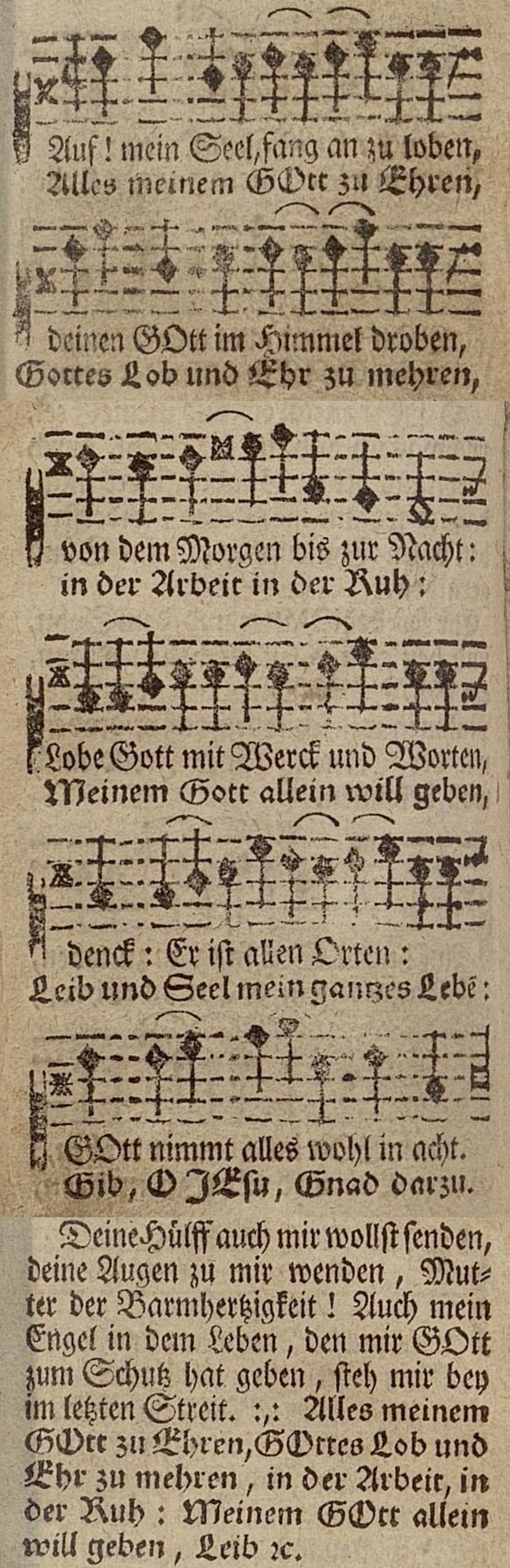
Erste und letzte der neun Strophen des Morgenlieds Auf, mein Seel, fang an zu loben mit dem Kehrvers
„Alles meinem GOtt zu Ehren,
Gottes Lob und Ehr zu mehren,
in der Arbeit in der Ruh:
Meinem Gott allein will geben,
Leib und Seel mein ganzes Leben:
Gib, O JEsu, Gnad darzu.“
(Catholisches Gesangbuch, 22. Ausgabe, Duderstadt 1765)

Alles meinem Gott zu Ehren ist ein Kirchenlied aus dem Gotteslob (Nr. 455), dessen erste Strophe im Jahr 1724 erstmalig belegt ist. Diese Strophe wurde von Georg Thurmair 1963 um drei weitere Strophen ergänzt. Das Lied gehört zu den „ö-Liedern“ der Arbeitsgemeinschaft für ökumenisches Liedgut.

## Entstehungsgeschichte
Die Zeile „Alles meinem Gott zu Ehren“ entspricht dem lateinischen Ordensmotto der Jesuiten „Omnia ad maiorem Dei gloriam“. Das Gesangbuch, das 1724 in Duderstadt im damals kurmainzischen Untereichsfeld erschien, war vielleicht von den Jesuiten veranlasst und mitgeprägt, die im Obereichsfelder Heiligenstadt ein Kolleg hatten.
Im Erstdruck war die heutige erste Strophe der Refrain des neunstrophigen Liedes „Auf, mein Seel, fang an zu loben“. Die Nutzung dieses Refraintextes als eigenständige Liedstrophe (mit Umstellung der Zeilenreihenfolge und Erweiterung um eine Zeile), die Ergänzung um weitere Strophen sowie die Verbindung mit der heutigen Melodie prägten die weitere Entwicklung.
Die Melodie, die in der heutigen Form erstmals bei Melchior Ludolf Herold 1808 (mit einem „Heilig“-Text) belegt ist, lehnt sich an eine Vorgängerweise an, die 1732 in einem Bamberger Liederbuch erschien. Heinrich Bone sowie Joseph Hermann Mohr ergänzten ab Mitte des 19. Jahrhunderts die mittlerweile textlich und melodisch etablierte erste Strophe um Folgestrophen (wie z. B. die Joseph-Strophe). 1916 und 1947 wird das Lied – mit Marien-, Josephs- und Schutzengelstrophe – als „Einheitslied“ empfohlen.
Der heutige Text wurde von Georg Thurmair geschaffen und fand – ohne die letzte Strophe – Eingang in das erste Gotteslob (GL alt 650), mit der letzten Strophe dann in das Gotteslob von 2013.

## Heutige Fassung der ersten Strophe
1. Alles meinem Gott zu Ehren

in der Arbeit in der Ruh!

Gottes Lob und Ehr zu mehren,

ich verlang und alles tu.

Meinem Gott nur will ich geben

Leib und Seel, mein ganzes Leben.

Gib, o Jesu, Gnad dazu;

gib, o Jesu, Gnad dazu.

## Andere Textfassungen
Zwei Ergänzungsstrophen aus dem 18. Jahrhundert nehmen auf die Marien-, Heiligen- und Engelverehrung Bezug:
| 2. Dich Maria, will ich ehren, die du uns das Heil gebracht, und dein Leben soll mich lehren, was mich ewig selig macht. Lass mich dich recht kindlich lieben, nie durch eine Sünd betrüben, schütze mich bei Tag und Nacht, schütze mich bei Tag und Nacht. | 5. Dich all Kreaturen loben, Vater, Sohn und heilger Geist! Engel, Heilige, hoch erhoben, die ihr Gott im Himmel preist, dass auch wir in diesem Leben Gott allein die Ehre geben, eure Hilfe uns erweist, eure Hilfe uns erweist. |

Bekannt sind außerdem weitere, dazwischen positionierte, heute ebenfalls nicht mehr gebräuchliche Strophen, die auf Heilige bzw. Schutzengel verweisen:
| 3. Heil’ger Joseph, ich befehle Freund und Feinde, Hab und Gut, meinen Leib und meine Seele voll Vertrauen deiner Hut. Bin dein Kind; o hab Erbarmen, trag auch mich auf deinen Armen, drauf das Gotteskind geruht! Drauf das Gotteskind geruht! | 4. Dich, Schutzengel, auch ich grüße; was du willst, das soll geschehn. Kreuz und Arbeit mir versüße; eile stets, mir beizustehn! Zu dem Guten mich antreibe, dass ich Gottes Kind verbleibe, bis ich ihn werd’ ewig sehn! Bis ich ihn werd’ ewig sehn! |